# The Final Testament
The Final Testament fue un stable heel de lucha libre profesional, formó por el líder Karrion Kross, Scarlett, Akam, Rezar y Paul Ellering.

## Historia
En el episodio del 22 de diciembre de 2023 de SmackDown, Kross y Scarlett aparecieron en una viñeta, afirmando que han formado una nueva alianza, pero sin revelar las identidades de sus nuevos asociados. El 5 de enero de 2024 en SmackDown: New Year's Revolution, Kross, acompañado de Scarlett, atacó a The Pride (Bobby Lashley & The Street Profits) junto a Authors of Pain (Akam y Rezar) y Paul Ellering quienes hicieron oficialmente su regreso a WWE, confirmando su alianza en el proceso. En la Noche 2 de WrestleMania XL, el stable perdió contra The Pride en una Philadelphia Street Fight. En el siguiente episodio de NXT, The Final Testament hizo su regreso a NXT con AOP atacando a Axiom y Nathan Frazer, quienes acaban de ganar los Campeonatos en Parejas de NXT de manos de Baron Corbin y Bron Breakker.El 7 de febrero de 2025, Akam, Rezar y Paul Ellering fueron despedidos, junto con otros luchadores de las tres marcas.

## Miembros

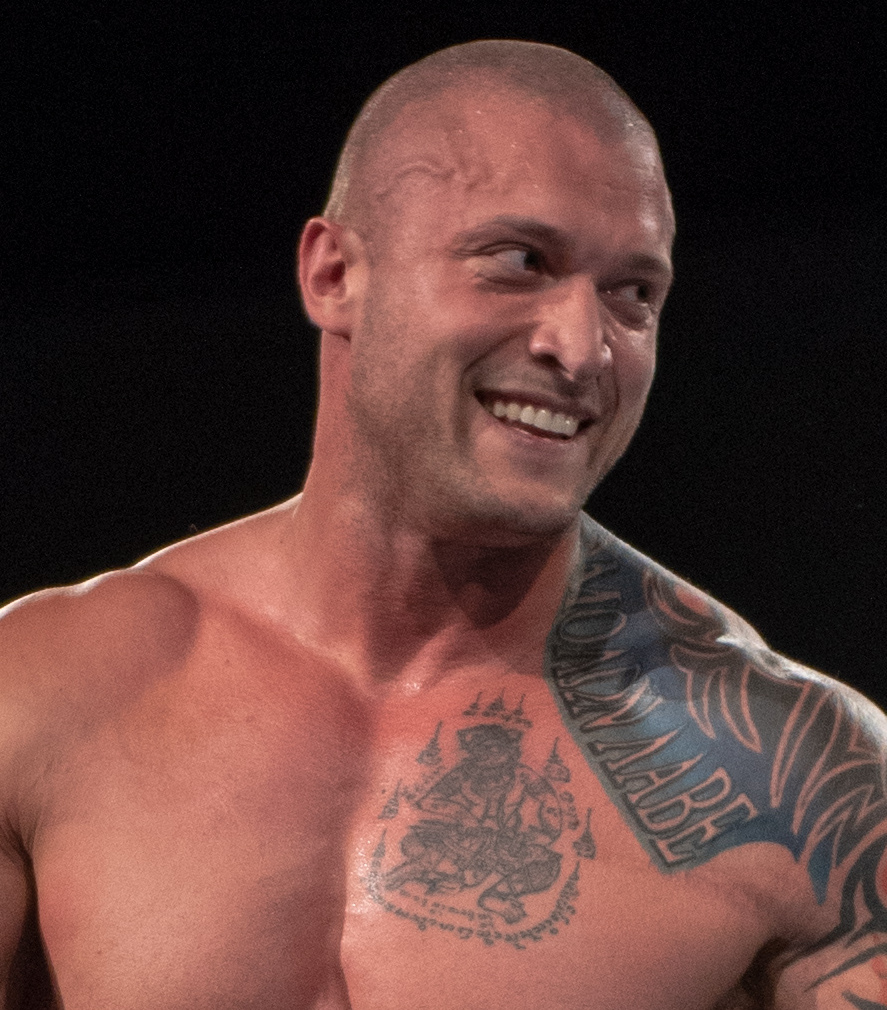
Karrion Kross
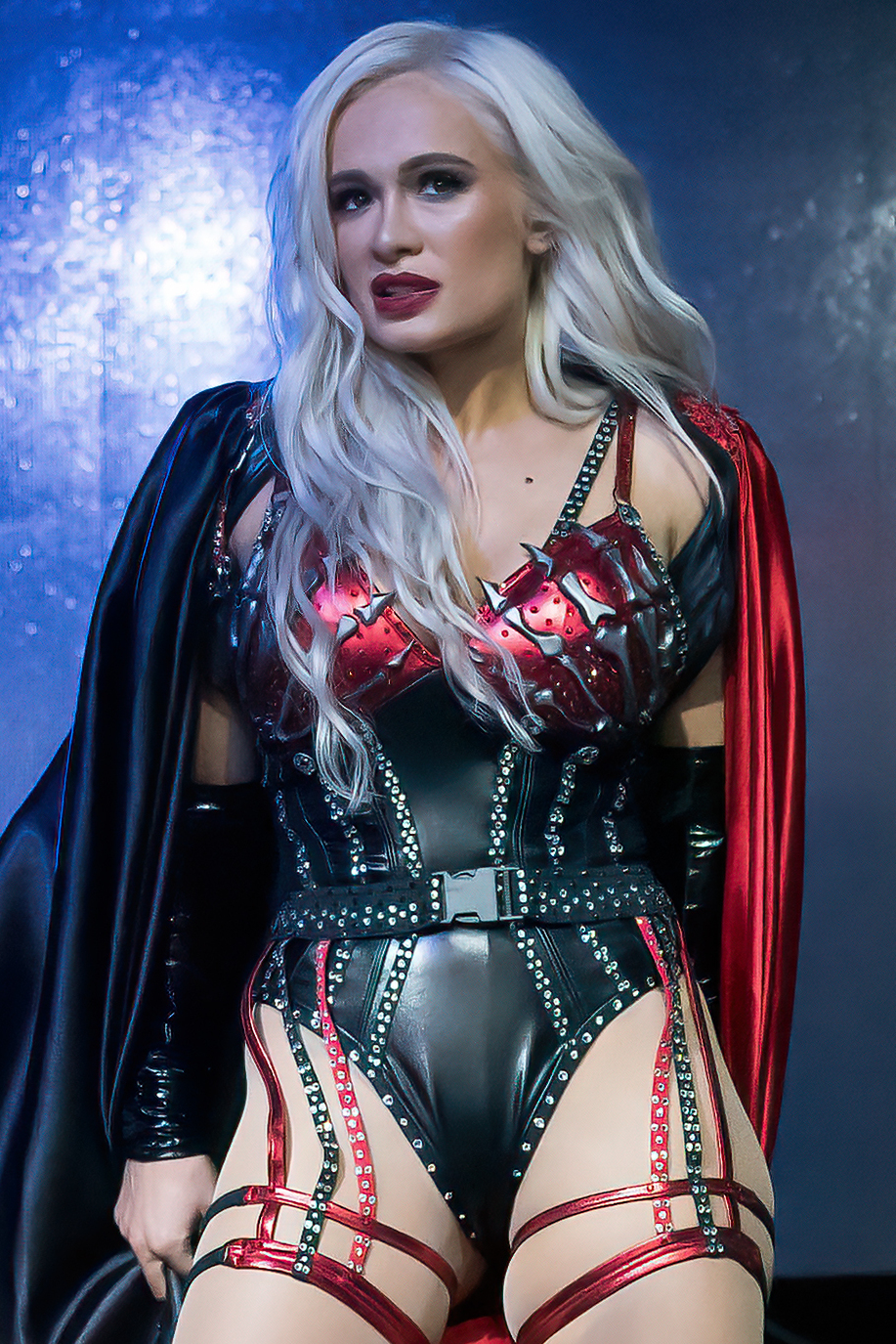
Scarlett
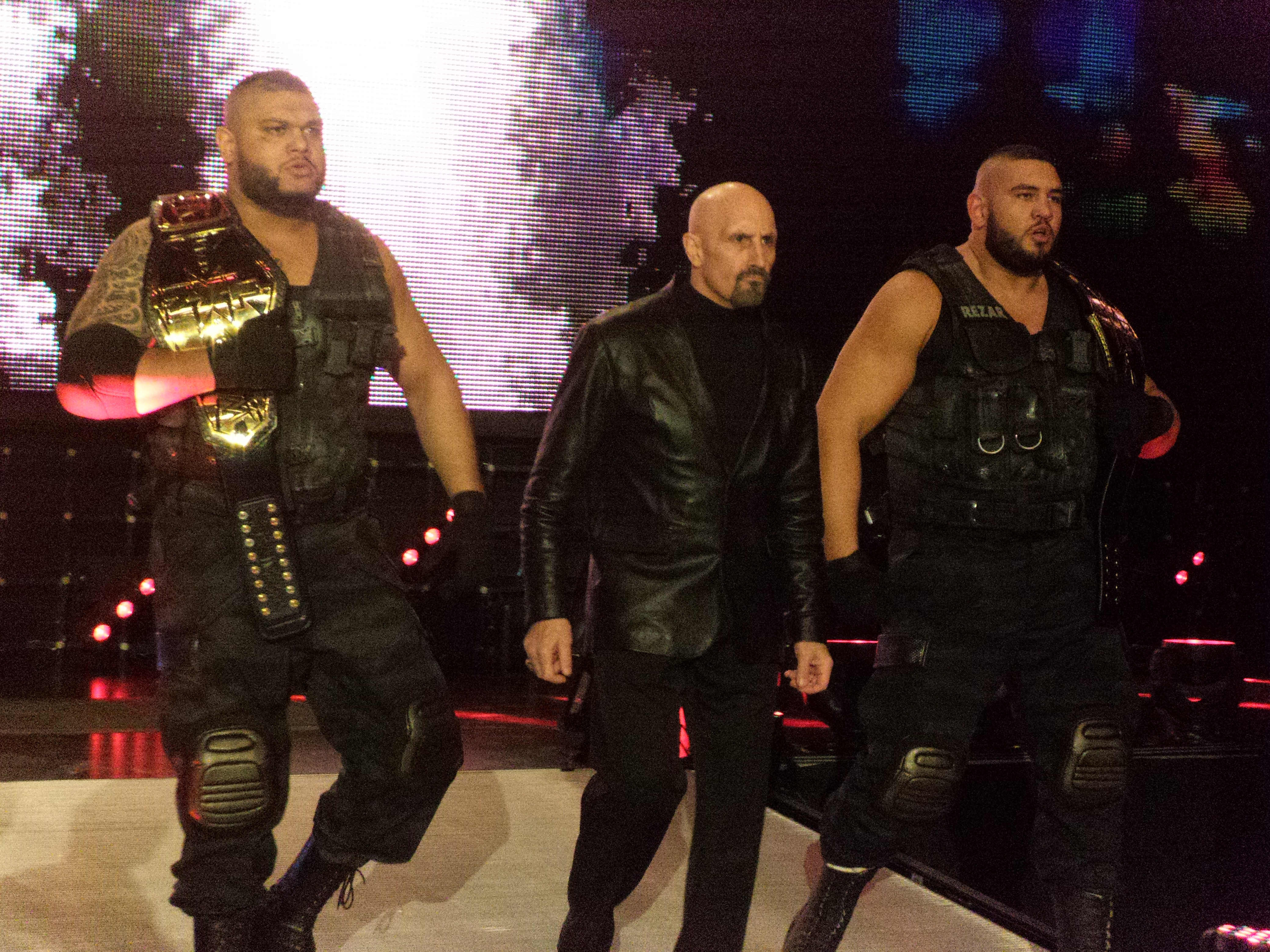
Akam (izquierda), Paul Ellering (centro) y Rezar (derecha)

| L | Líder                |
| M | Mánager              |
| * | Miembros fundadores) |

| Miembros          | Se unió el          |
| ----------------- | ------------------- |
| Karrion Kross (L) | 5 de enero de 2024* |
| Scarlett          | 5 de enero de 2024* |
| Akam              | 5 de enero de 2024* |
| Rezar             | 5 de enero de 2024* |
| Paul Ellering (M) | 5 de enero de 2024* |

## Subgrupos
| Afiliado        | Miembros   | Período   | Tipo              |
| --------------- | ---------- | --------- | ----------------- |
| Authors of Pain | Akam Rezar | 2024-2025 | Equipo en parejas |